# Magdalena Peñasco
Magdalena Peñasco là một đô thị thuộc bang Oaxaca, México. Năm 2005, dân số của đô thị này là 3461 người.